# Kanton Malaucène
Der Kanton Malaucène war bis 2015 ein französischer Wahlkreis im Département Vaucluse in der Region Provence-Alpes-Côte d’Azur. Er hatte den Hauptort Malaucène und wurde 2015 im Rahmen einer landesweiten Neugliederung der Kantone aufgelöst.

## Gemeinden
Der Kanton bestand aus sieben Gemeinden:
| Gemeinde               | Einwohner Jahr | Fläche km² | Bevölkerungsdichte | Code INSEE | Postleitzahl |
| ---------------------- | -------------- | ---------- | ------------------ | ---------- | ------------ |
| Le Barroux             | 682 (2013)     | 16,04      | 43 Einw./km²       | 84008      | 84330        |
| Beaumont-du-Ventoux    | 299 (2013)     | 28,16      | 11 Einw./km²       | 84015      | 84340        |
| Brantes                | 78 (2013)      | 28,18      | 3 Einw./km²        | 84021      | 84390        |
| Entrechaux             | 1.141 (2013)   | 14,91      | 77 Einw./km²       | 84044      | 84340        |
| Malaucène              | 2.758 (2013)   | 45,33      | 61 Einw./km²       | 84069      | 84340        |
| Saint-Léger-du-Ventoux | 39 (2013)      | 19,29      | 2 Einw./km²        | 84110      | 84390        |
| Savoillan              | 83 (2013)      | 8,81       | 9 Einw./km²        | 84125      | 84390        |